# 플래티넘 만년필
플래티넘만년필주식회사(일본어: プラチナ萬年筆株式会社 플라티나 만넨히츠 카부시키 가이샤[*], 영어: PLATINUM PEN CO., LTD.)은 일본에 설립된 필기류 회사이다. 일본어 표기로는 '푸라치나'로 쓴다.

## 특징
1919년 나카타 신이치가 오카야마현에서 수입 만년필 판매업을 시작한 것이 시초이다. 이후 만년필 제작소를 설립하여 통신판매 사업을 벌였고, 1942년 플래티넘만년필주식회사를 설립하였다.
주력 상품은 만년필이나 외에도 제도용 샤프, 볼펜 등을 생산한다.